# Musaeus politus
Musaeus politus là một loài nhện trong họ Thomisidae.
Loài này thuộc chi Musaeus. Musaeus politus được Tord Tamerlan Teodor Thorell miêu tả năm 1890.